# 余贺新
余贺新（1996年1月1日—），广东广州人，中国男子游泳运动员，主攻短距离自由泳，曾就读于华南理工大学。

## 生平
余贺新五岁时开始接触游泳，当时他体质较差，父母为增强他的体质让其学习游泳。余贺新的长相是媒体对其的一大关注点，他曾被称为“泳坛陈奕迅”、“泳坛陈伟霆”等。2014年，他进入华南理工大学就读本科，四年后被保送攻读同校研究生。2018年8月，他代表中国参加在印尼雅加達举办的亞洲運動會游泳比賽。他在男子50米自由泳项目中，以22秒20的成绩获得银牌。8月24日，余贺新、李朱濠、闫子贝和徐嘉余在男子4X100米混合泳接力决赛中，以3分29秒99的成绩夺冠。
2021年7月，他随中国游泳队参加2020东京奥运会。